# Kamala Surayya
Kamala Surayya, nacida Kamala (31 de marzo de 1934 - 31 de mayo de 2009), conocida popularmente por su antiguo seudónimo Madhavikutty y su nombre de casada Kamala Das, fue una poeta inglesa india y una de las principales autoras en malayalam de Kerala, India. Su popularidad en Kerala se basó principalmente en sus cuentos y su autobiografía, mientras que su obra en inglés, escrita bajo el nombre de Kamala Das, destacó por los poemas y su autobiografía. También fue una columnista muy leída y escribió sobre diversos temas, incluyendo temas de mujeres, cuidado infantil y política, entre otros.
Su tratamiento abierto y honesto de la sexualidad femenina, libre de cualquier sentimiento de culpa, infundió poder en su escritura y tuvo esperanza después de la liberación, pero también la marcó como iconoclasta en su generación. El 31 de mayo de 2009, con 75 años, murió en un hospital de Pune.

## Primeros años
Kamala nació en Punnayurkulam, distrito de Malabar en la India Británica (actual distrito de Thrissur, Kerala, India ) el 31 de marzo de 1934. Su madre fue Balamani Amma, una reconocido poeta Malayali  y su padre V. M. Nair, editor jefe del periódico de malayalam con gran difusión Mathrubhumi
Pasó su infancia entre Calcuta, donde trabajaba su padre como oficial de alto rango en la empresa de transporte Walford que vendía automóviles de la marca Bentley y Rolls Royce y de la ancestral casa Nalapat en Punnayurkulam . 
Al igual que su madre, Balamani Amma, Kamala Das también destacó por su escritura. Su amor por la poesía comenzó a una edad temprana a través de la influencia de su tío abuelo, Nalapat Narayana Menon, un prominente escritor. 
A la edad de 15 años, se casó con el oficial de banco Madhav Das -quien alentó sus intereses de escritura- y comenzó a escribir y publicar tanto en inglés como en malayalam. Kamala Das tuvo tres hijos: Madhav Das Nalapat, Chinen Das y Jayasurya Das.
La ciudad de Calcuta, en la década de 1960 estaba pasando por una época tumultuosa para las artes, y Kamala Das fue una de las muchas voces que surgió y comenzó a aparecer en antologías de culto junto con una generación de poetas ingleses indios. El inglés fue el idioma que eligió para la publicación de sus seis colecciones de poesía.

## Carrera literaria
Kamala Surayya destacó por muchas de sus historias cortas en malayalam, así como por muchos poemas escritos en inglés. También fue columnista. Una vez afirmó que "la poesía no se vende en este país [India]" y sus columnas directas hablaban de todo, desde asuntos de mujeres y cuidado de menores hasta política, eran muy populares. 
Su primer libro de poesía, Verano en Calcuta, fue un soplo de aire fresco en la poesía india inglesa.Con él consiguió en 1965 el  Le concedieron el Premio Kent concedido a escritores en lengua inglesa de países asiáticos.
Escribió principalmente sobre el amor, su traición y la consiguiente angustia. Abandonó las certezas ofrecidas por un esteticismo arcaico y algo estéril para una independencia de mente y cuerpo en un momento en que la poesía india todavía estaba gobernada por la dicción, el sentimiento y el amor romántico del siglo XIX.  
Su segundo libro de poesía, Los descendientes fue aún más explícito, e instó a las mujeres a: 

Gift him what makes you woman, the scent of
Long hair, the musk of sweat between the breasts,
The warm shock of menstrual blood, and all your
Endless female hungers...
Regálale lo que te hace mujer,
Pelo largo, el almizcle de sudor entre los pechos,
El choque cálido de la sangre menstrual, y toda tu
Hambre femenina sin fin...
Kamala Suraya, "The looking glass"  (1967)

Esta franqueza de su voz la llevó a ser comparara con Marguerite Duras y Sylvia Plath.
A los 42 años, publicó una atrevida autobiografía, My Story que originalmente fue escrito en malayalam (titulado Ente Katha ) y luego lo tradujo al inglés. Más tarde admitió que gran parte de la autobiografía tenía elementos ficticios.

"Algunas personas me dijeron que escribir una autobiografía como esta, con absoluta honestidad, sin reservarse nada, es como hacer un striptease. Cierto, tal vez. Yo, en primer lugar, me quitaré la ropa y los adornos. Entonces tengo la intención de pelar esta piel de color marrón claro y romper mis huesos. Por fin, espero que puedas ver mi alma sin hogar, huérfana, intensamente hermosa, en lo profundo del hueso, en lo más profundo, incluso debajo de la médula, en una cuarta dimensión "
(Extractos de la traducción de su autobiografía en malayalan Ente Katha (1982)

An Introduction es un poema autobiográfico escrito en el estilo coloquial. Presenta sus sentimientos y pensamientos de una manera audaz. Se da cuenta de su identidad y entiende que la necesidad de todas las mujeres es alzar la voz en esta sociedad dominada por los hombres. La poeta anhela el amor como resultado de su soledad y frustración. 
El poema Un mediodía caliente en Malabar trata sobre el clima, que rodea a una ciudad en Malabar. La gente puede estar molesta por el calor, el polvo y el ruido, pero a ella le gusta. Ella anhela el mediodía caliente en Malabar porque lo asocia con los hombres salvajes, los pensamientos salvajes y el amor salvaje. Es una tortura para ella estar lejos de Malabar. 
Kamala Das es esencialmente conocida por su expresión audaz y sincera. Las características destacadas de su poesía son una aguda obsesión con el amor y el uso de la confesión. El tema principal de su poesía se basa en la libertad, el amor y la protección. Escribió sobre una amplia gama de temas, a menudo dispares como la historia de un viejo sirviente pobre, sobre la disposición sexual de las mujeres de clase media alta que viven cerca de una ciudad metropolitana o en medio del gueto. Algunas de sus historias más conocidas incluyen Pakshiyude Manam, Neypayasam, Thanuppu y Chandana Marangal . Escribió algunas novelas, de las cuales se destaca Neermathalam Pootha Kalam, que fue recibido favorablemente por público y crítica literaria. 
Dance of Eunuchs es un buen poemacon tono autobiográfico de Kamala Das. Simpatiza con los eunucos. Los eunucos bailan al calor del sol. Sus disfraces, maquillaje y su pasión con la que bailan sugieren la delicadeza femenina. Su apariencia externa y alegría contrastan con su tristeza interna. En realidad no hay alegría en su corazón, ni siquiera pueden soñar con la felicidad. 
En el poema A Resquest, la poetisa Kamala Das se da cuenta de que su vida no tiene sentido. Está sola y su vida es incolora, diseñada con patrones desmoronados. 
Viajó mucho para leer poesía en las universidades alemanas como la Universidad de Duisburg-Essen, la Universidad de Bonn y la Universidad de Duisburg, el Festival de Escritores de Adelaide, la Feria del Libro de Frankfurt, la Universidad de Kingston, Jamaica, Singapur y el Festival de South Bank (Londres), la Universidad de Concordia ( Montreal, Canadá), etc. Sus obras están disponibles en francés, español, ruso, alemán y japonés. 
Kamala Surayya fue un poeta confesional cuyos poemas a menudo se han considerado a la par con los de Anne Sexton y Robert Lowell. 
También ocupó cargos como vicepresidenta en Kerala Sahitya Akademi, presidenta de la Junta Forestal de Kerala, presidenta de la Kerala Children's Film Society, editora de la revista Poet y editora de poesía de Illustrated Weekly of India. 
Traducida a más de quince idiomas, hasta el año 2004 su obra no llega a España, de la mano de la Editorial Torremozas, epecializada en poesía escrita por mujeres.
Aunque ocasionalmente se la vio como una captadora de atención en sus primeros años, después se la ve como una de las influencias más formativas en la poesía inglesa india. En 2009, The Times la llamó "la madre de la poesía india inglesa moderna".
Su último libro titulado The Kept Woman and Other Stories, con traducción de sus cuentos, fue publicado póstumamente.

## Vida personal

### Política
Aunque anteriormente nunca había sido políticamente activa, creó un partido político nacional, el Partido Lok Seva, con el objetivo de promover el laicismo y proporcionar asilo a las madres huérfanas. En 1984, se presentó sin éxito a las elecciones al Parlamento indio.

### Conversión al islam
Kamala nació en una familia conservadora hindú Nair (Nalapat) con ascendencia real. Se convirtió al islam el 11 de diciembre de 1999, a la edad de 65 años y asumió el nombre de Kamala Surayya.

### Legado
El 1 de febrero de 2018, Google Doodle del artista Manjit Thapp celebró el trabajo que dejó atrás Kamala Das, ofreciendo  una ventana al mundo de una mujer fascinante.
A finales de ese mismo año se estrenó una película sobre su vida, titulada Aami y dirigida por el director Kamal.
El 31 de mayo de 2009, de 75 años, murió en un hospital en Pune. Su cuerpo fue llevado a su estado natal de Kerala. Fue enterrada en el Palayam Jama Masjid en la capital de Kerala, Thiruvananthapuram con pleno honor estatal.

## Premios y otros reconocimientos
Kamala Das ha recibido muchos premios por su contribución literaria, que incluyen: 
- 1963: PEN Asian Poetry Prize
- 1965ː Kent award for English writing from Asian countries.[6]
- 1968: Kerala Sahitya Akademi Award for Story – Thanuppu[19]
- 1984: Shortlisted for the Nobel Prize in Literature[20]
- 1985: Kendra Sahitya Academy Award (English) – Collected Poems[21]
- 1988: Kerala State Film Award for Best Story
- 1997: Vayalar Award – Neermathalam Pootha Kalam
- 2006: Honorary D.Litt by University of Calicut[22]
- 2006: Muttathu Varkey Award
- 2009: Ezhuthachan Award[23]

## Trabajos

### Obra escrita en inglés
Narrativa
- 1976: Alphabet of Lust
- 1976: My Story
- 1977: A Doll for the Child Prostitute
- 1992: Padmavati the Harlot and Other Stories

Poesía
- 1964: The Sirens
- 1965: Summer in Calcutta

- 1967: The Descendants
- 1973: The Old Playhouse and Other Poems
- 1977: The Stranger Time
- 1979: Tonight, This Savage Rite (with Pritish Nandy)
- 1984: Collected Poems
- 1985: The Anamalai Poems
- 1997: Only the Soul Knows How to Sing
- 1999: My Mother At Sixty-six
- 2001: Yaa Allah

### Obra escrita en malayalam
- 1964: Pakshiyude Manam (cuentos)
- 1966: Naricheerukal Parakkumbol (cuentos)
- 1968: Thanuppu (cuento)
- 1982: Ente Katha (autobiografía)
- 1987: Balyakala Smaranakal (memorias de la infancia)
- 1989: Varshangalkku Mumbu (novela)
- 1990: Palayan (novela)
- 1991: Neypayasam (cuento)
- 1992: Dayarikkurippukal (novela)
- 1994: Neermathalam Pootha Kalam (novela)
- 1996: Kadal Mayooram (novela corta)
- 1996: Rohini (novela corta)
- 1996: Rathriyude Padavinyasam (novela corta)
- 1996: Aattukattil (novela corta)
- 1996: Chekkerunna Pakshikal (cuentos)
- 1998: Nashtapetta Neelambari (cuentos)
- 2005: Chandana Marangal (novela)
- 2005: Madhavikkuttiyude Unmakkadhakal (cuentos)
- 2005: Vandikkalakal (novela)

## Apariciones en las siguientes antologías de poesía
- Ten Twentieth-Century Indian Poets (1976) ed. by R. Parthasarathy and published by Oxford University Press, New Delhi[24]
- The Oxford India Anthology of Twelve Modern Indian Poets (1992) ed. by Arvind Krishna Mehrotra and published by Oxford University Press, New Delhi[25][26]
- The Golden Treasure of Writers Workshop Poetry (2008) ed. by Rubana Huq and published by Writers Workshop, Calcutta[27]
- Parlo tres llengües, escric en dues, somio en una Antologia de la poesia de Kamala Das selecció,  pròleg i traducció al català a cura de Gemma Gorga.(2023) Godall Edicions

## Otras lecturas
- Manohar, D. Murali. Kamala Das: Tratamiento del amor en su poesía. Kumar Gulbarga: JIWE, 1999.
- Engañada y explotada: mujeres en los cuentos cortos de Kamala Das, en Mohan G Ramanan y P. Sailaja (eds. ) Inglés y el cuento indio. Nueva Delhi: Orient Longman (2000) .117–123
- Man-Woman Relationship with Respect to the Treatment of Love in Kamala Das’ Poetry.  Contemporary Literary Criticism Vol. 191. Ed. Tom Burns and Jeffrey W. Hunter. Detroit: Thomson-Gale, 2004. 44–60.
- “Individuality” in Kamala Das and in Her Poetry". English Poetry in India: A Secular Viewpoint. Eds. PCK Prem and D.C.Chambial. Jaipur: Aavishkar, 2011. 65–73.
- Meet the Writer: Kamala Das, POETCRIT XVI: 1 (January 2003): 83–98.